# Liczby porządkowe
Liczby porządkowe – specjalne rodzaje zbiorów dobrze uporządkowanych, które są kanonicznymi reprezentantami klas izomorficzności dobrych porządków  . Są też definiowane jako typy porządkowe dobrych porządków.
Liczby porządkowe stanowią „rdzeń” uniwersum modeli teorii mnogości. Zostały one wprowadzone przez Georga Cantora w 1897 roku (jako typy porządkowe dobrych porządków).

## Definicja formalna
Przyjmowana współcześnie definicja liczb porządkowych była podana przez Johna von Neumanna.
Liczbą porządkową nazywa się każdy zbiór tranzytywny (przechodni), który jest liniowo uporządkowany przez relację {\displaystyle \subseteq ,} tj. bycia podzbiorem. Dokładniej, zbiór {\displaystyle \alpha } jest liczbą porządkową, gdy:
(i) każdy element {\displaystyle \beta \in \alpha } jest podzbiorem {\displaystyle \alpha ,} tzn.
{\displaystyle \forall _{\beta \in \alpha }~~\beta \subseteq \alpha ,}
(ii) każde dwa różne elementy zbioru {\displaystyle \alpha } są porównywalne w relacji {\displaystyle \subseteq ,} tzn.
{\displaystyle \forall _{\beta ,\gamma \in \alpha }~~\beta \neq \gamma \to (\beta \subseteq \gamma \ \vee \ \gamma \subseteq \beta )}
Z aksjomatu regularności wynika, że każda liczba porządkowa jest dobrze uporządkowana przez relację bycia podzbiorem. W pewnych sytuacjach jednak rozważa się teorię mnogości bez tego aksjomatu (np. ZFC0) i wówczas do definicji liczby porządkowej należy dodać postulat ufundowania:
(iii) każdy niepusty podzbiór zbioru {\displaystyle \alpha } zawiera element {\displaystyle \varepsilon }-minimalny:
{\displaystyle \forall _{A\in \alpha }~~A\neq \varnothing \to \exists _{c\in A}~~c\cap A=\varnothing }
Dla liczb porządkowych {\displaystyle \alpha } i {\displaystyle \beta } pisze się {\displaystyle \alpha <\beta ,} gdy {\displaystyle \alpha \in \beta .}

## Własności i przykłady
- Następujące zbiory są liczbami porządkowymi:

{\displaystyle 0=\varnothing }
{\displaystyle 1=\{\varnothing \}}
{\displaystyle 2=\{\varnothing ,\{\varnothing \}\}}
{\displaystyle 3=\{\varnothing ,\{\varnothing \},\{\varnothing ,\{\varnothing \}\}\}}
{\displaystyle \omega =\{\varnothing ,\{\varnothing \},\{\varnothing ,\{\varnothing \}\},\{\varnothing ,\{\varnothing \},\{\varnothing ,\{\varnothing \}\}\},\dots \}=\{0,1,2,3,\dots \}}
{\displaystyle \omega +1=\omega \cup \{\omega \}}
{\displaystyle \omega \cdot 2=\{0,1,2,3,\dots ,\omega ,\omega +1,\omega +2,\dots \}}
{\displaystyle \omega \cdot 3=\{0,1,2,3,\dots ,\omega ,\omega +1,\omega +2,\dots ,\omega \cdot 2,\omega \cdot 2+1,\omega \cdot 2+2,\dots ,\}}
{\displaystyle \omega \cdot \omega =\omega ^{2}=\{0,1,2,3,\dots ,\omega ,\omega +1,\omega +2,\dots ,\omega \cdot 2,\omega \cdot 2+1,\omega \cdot 2+2,\dots ,\dots \}}
{\displaystyle \omega ^{\omega }=\{0,1,2,3,\dots ,\omega ,\omega +1,\omega +2,\dots ,\omega \cdot 2,\omega \cdot 2+1,\omega \cdot 2+2,\dots ,\dots ,\omega ^{2},\omega ^{2}+1,\omega ^{2}+2,\dots ,\dots \}}
{\displaystyle \omega _{1}} to zbiór wszystkich przeliczalnych liczb porządkowych i zarazem najmniejsza nieprzeliczalna liczba porządkowa
{\displaystyle \omega _{1}+1=\omega _{1}\cup \{\omega _{1}\}}
- Jeśli {\displaystyle \alpha ,} {\displaystyle \beta } i {\displaystyle \gamma } są liczbami porządkowymi to:

(a) {\displaystyle \alpha <\beta } lub {\displaystyle \beta <\alpha } lub {\displaystyle \alpha =\beta ,}
(b) jeśli {\displaystyle \alpha <\beta } i {\displaystyle \beta <\gamma ,} to {\displaystyle \alpha <\gamma ,}
(c) {\displaystyle \alpha <\beta } wtedy i tylko wtedy, gdy {\displaystyle \alpha \subsetneq \beta ,}
(d) każdy element {\displaystyle \alpha } jest liczbą porządkową,
(e) {\displaystyle \alpha \cup \{\alpha \}} jest liczbą porządkową. Liczbę tę oznacza się symbolem {\displaystyle \alpha +1.}
- Jeśli {\displaystyle A} jest zbiorem liczb porządkowych, to {\displaystyle \bigcup A} jest liczbą porządkową.
- Jeśli {\displaystyle (X,\sqsubset )} jest zbiorem dobrze uporządkowanym, to istnieje jedyna taka liczba porządkowa {\displaystyle \alpha ,} że (silne) porządki {\displaystyle (X,\sqsubset )} i {\displaystyle (\alpha ,\in )} są izomorficzne.
- Jeśli {\displaystyle C} jest niepustym zbiorem liczb porządkowych, to istnieje taki {\displaystyle x\in C,} że {\displaystyle x<y} lub {\displaystyle x=y} dla wszystkich {\displaystyle y\in C.}

Jeżeli liczba porządkowa {\displaystyle \alpha } jest postaci {\displaystyle \beta +1} dla pewnej liczby {\displaystyle \beta ,} to nazywana jest ona liczbą następnikową. Liczba, która nie jest następnikowa, nazywana jest liczbą graniczną. Liczby {\displaystyle \omega } i {\displaystyle \omega _{1}} są graniczne, a liczby {\displaystyle \omega +1} i {\displaystyle \omega _{1}+1} są następnikowe.
Paradoks Buralego-Fortiego orzeka, że nie istnieje zbiór zawierający wszystkie liczby porządkowe (sam wówczas musiałby być liczbą porządkową). W szczególności, nie istnieje największa liczba porządkowa oraz dla dowolnego zbioru istnieją liczby porządkowe do niego nie należące.
Wnioskiem z tej obserwacji jest także fakt, że (por. twierdzenie Hartogsa) istnieją liczby porządkowe dowolnie dużej mocy (liczbie kardynalnej).

## Liczby porządkowe jako przestrzenie topologiczne
Każda liczba porządkowa jest przestrzenią topologiczną lokalnie zwartą Hausdorffa z topologią porządkową.
Liczba porządkowa jako przestrzeń topologiczna jest zwarta wtedy i tylko wtedy, gdy jest następnikowa; w szczególności liczby {\displaystyle \omega +1} i {\displaystyle \omega _{1}+1} są zwarte.

## Literatura dodatkowa
- Aleksander Błaszczyk, Sławomir Turek: Teoria mnogości. Warszawa: PWN, 2007. Brak numerów stron w książce
- Wacław Sierpiński: Cardinal and ordinal numbers. Wyd. drugie poprawione. Warszawa: PWN, 1965. Brak numerów stron w książce